# 1231

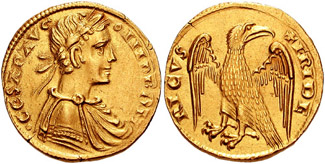
Augustalis, voor het eerst geslagen 1231, uitgebracht 1232

Het jaar 1231 is het 31e jaar in de 13e eeuw volgens de christelijke jaartelling.

## Gebeurtenissen
februari
- 19 - Gijsbrecht III van Amstel draagt zijn stenen huis in de stad Utrecht op aan graaf Floris IV van Holland, en ontvangt het van de graaf in leen terug.

april
- 13 - Paus Gregorius IX vaardigt de bul Parens scientiarum (Moeder der wetenschappen) uit, waarin hij de Universiteit van Parijs onttrekt aan het gezag van de bisschop van die stad, en in het algemeen pleit voor vrijheid van de wetenschap.

juni
- 11 - Graaf Otto II van Gelre geeft aan de nederzetting Herderewich stadsrechten
- 17 - Minorca wordt deel van de Kroon van Aragon door het Verdrag van Capdepera.

september
- 1 - Constituties van Melfi: Een nieuw wetboek voor het koninkrijk Sicilië, waarin het bestuur wordt gecentraliseerd naar Byzantijns model.
- 15 - Lodewijk de Kelheimer, hertog van Beieren en gewezen graaf van de Rijnpalts, wordt op de brug in Kelheim vermoord. De moordenaars worden direct gedood, mogelijk om hen het zwijgen op te leggen.

zonder datum
- Frederik II laat de Augustalis slaan, die geldt als de eerste gouden munt van het middeleeuwse Europa.
- De Mongolen vallen Korea binnen. Goryeo wordt gedwongen een hoge schatting te betalen in ruil voor vrede. Het is de eerste van zes grote aanvallen die uiteindelijk in 1258 tot de Mongoolse verovering zullen leiden.
- Het hertogdom Spoleto wordt opgenomen in de Pauselijke Staat en houdt op te bestaan.
- Jacobus I van Aragon creëert het koninkrijk Majorca, waarvan hij zelf de eerste koning wordt.
- Op verzoek van bisschop Wilbrand van Utrecht trekt een Fries leger Drenthe binnen om de Slag bij Ane te wreken. Begin van de Fries-Drentse oorlog.
- Het Grondboek van Waldemar geeft een overzicht van de bezittingen en inkomsten van de Deense koning.
- Tübingen krijgt stadsrechten.
- kloosterstichting: Frauenroth, Hasker Convent (Haskerdijken)
- oudst bekende vermelding: Bakkeveen, Dalfsen, Giessendam, Horsbüll, Katwijk, Nieuwkapelle

## Opvolging
- Beieren - Lodewijk de Kelheimer opgevolgd door zijn zoon Otto II
- Vrijgraafschap Bourgondië - Beatrix II opgevolgd door haar zoon Otto III
- Dampierre - Willem II opgevolgd door zijn zoon Willem III
- Orde van Sint Jan van Jeruzalem (grootmeester) - Bertrand de Thessy opgevolgd door Guérin Lebrun

## Afbeeldingen

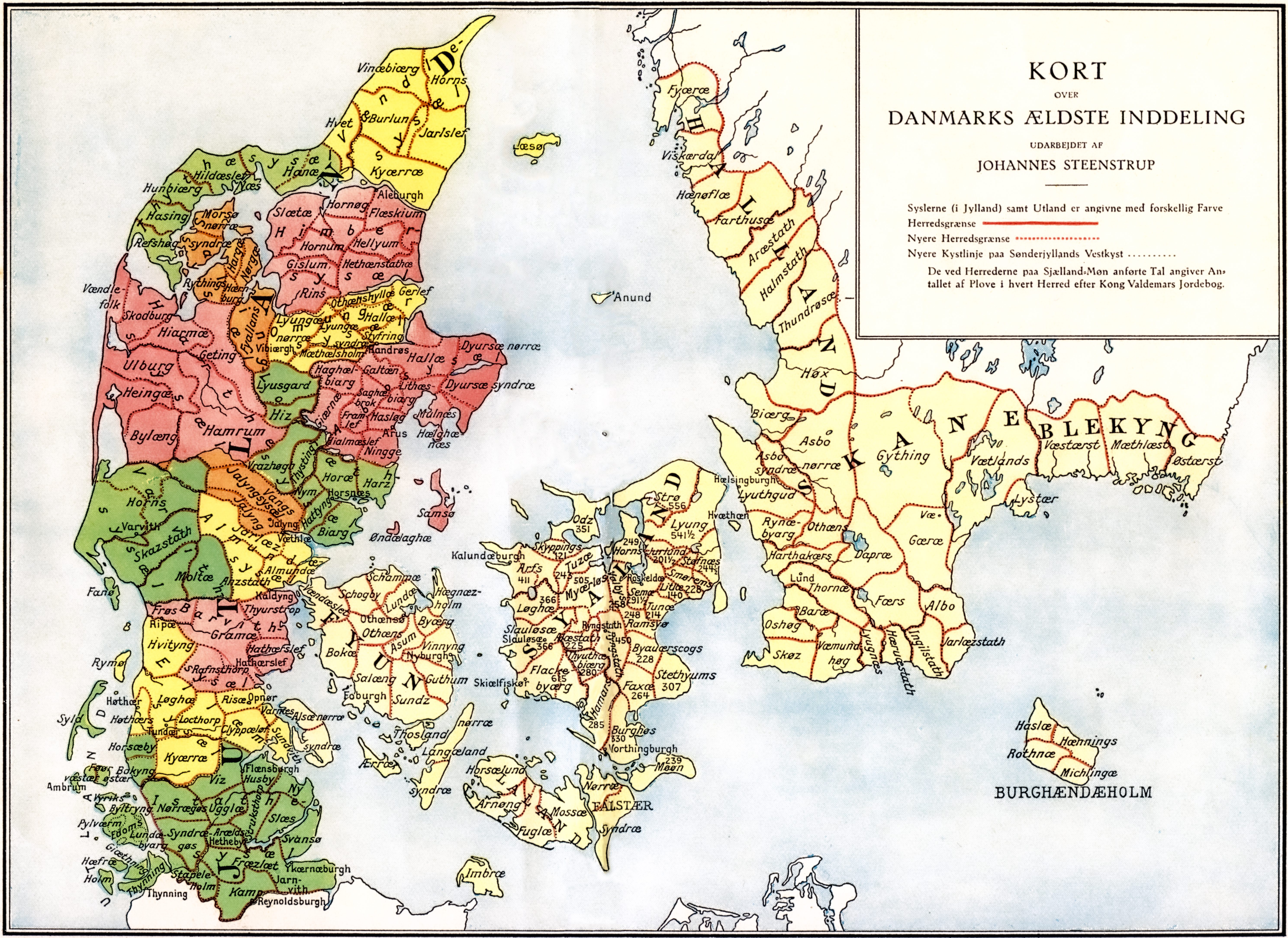
bestuurlijke indeling van Denemarken in 1231
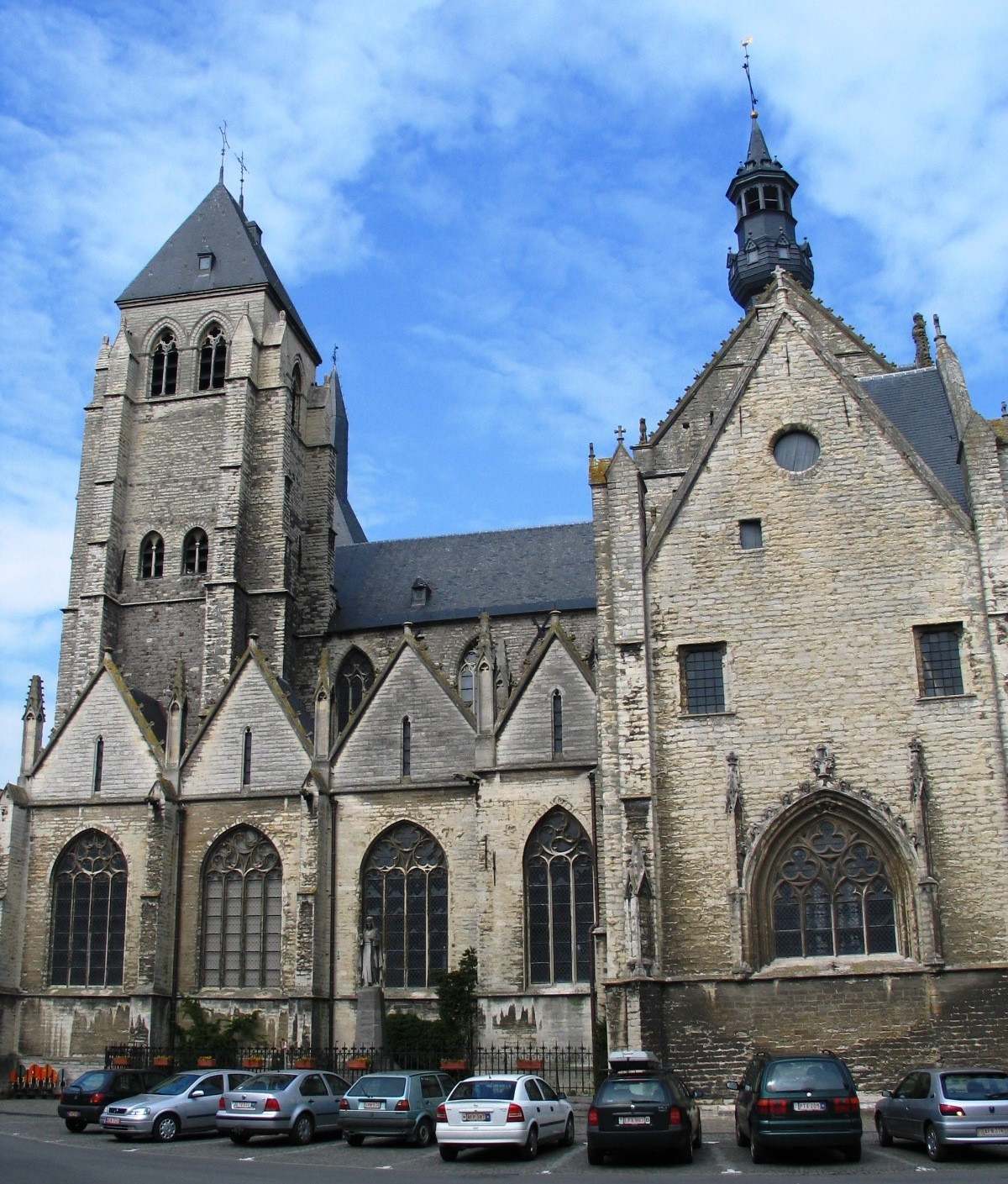
Sint-Leonarduskerk in Zoutleeuw, bouw begonnen 1231

## Geboren
- 17 maart - Shijo, keizer van Japan (1232-1242)
- Gerard I van Holstein, Duits edelman (jaartal bij benadering)
- Hendrik III, hertog van Brabant (1248-1261) (jaartal bij benadering)

## Overleden
- 30 maart - Dodo van Haske, Fries kluizenaar
- 13 juni - Antonius van Padua (35), Portugees theoloog en heilige
- 3 september - Willem II van Dampierre (~35), Frans edelman
- 15 september - Lodewijk de Kelheimer (57), hertog van Beieren (1183-1231) en paltsgraaf aan de Rijn (1214-1228)
- 3 november - Wladislaus Spillebeen (~70), groothertog van Polen (1228-1229)
- 6 november - Tsuchimikado (36), keizer van Japan (1198-1210)
- 17 november - Elisabeth van Thüringen (24), echtgenote van Lodewijk IV van Thüringen en non
- 25 december - Folquet de Marselha, troubadour en bisschop van Toulouse
- Bertrand de Thessy, grootmeester van de Orde van Sint Jan van Jeruzalem
- Margaretha van Brabant, echtgenote van Gerard III van Gelre